# Charles MacWilliam
Charles Milton MacWilliam (ur. 10 stycznia 1903 w Perth Amboy, zm. 30 września 1975 w Waterbury) – amerykański zapaśnik walczący w stylu wolnym. Olimpijczyk z Paryża 1924, gdzie zajął dziewiąte miejsce w wadze koguciej.
Zawodnik Cornell University.

## Letnie Igrzyska Olimpijskie 1924
| Konkurencja      | Rundy eliminacyjne     | Klas. końcowa |
| Konkurencja      | 1/16                   | Miejsce       |
| ---------------- | ---------------------- | ------------- |
| 56 kg styl wolny | Ragnar Larsson (SWE) P | 9.            |